# 안나 게이슬레로바
안나 게이슬레로바(체코어: Anna Geislerová, 1976년 4월 17일~)는 체코의 배우이다. 체코 사자상 여우주연상 3회(2003, 06, 11), 여우조연상 2회(1999, 2005) 수상자이다.

## 출연 작품
- 더 캐쳐 워즈 어 스파이 (2018)
- 수터 (2017)
- 가든 스토어: 패밀리 (2017)
- 더 눈데이 위치 (2016)
- 앤트로포이드 (2016)
- 페어 플레이 (2014)
- 허니문 (2013)
- 포 선즈 (2012)
- 이노센스 (2011)
- 뷰티 인 트러블 (2006)
- 광기 (2005)
- 행복 (2005)
- 젤라리 (2003)
- 썸 시크릿츠 (2002)
- 잉글랜드 (2000)
- 백치의 귀환 (1999)
- 보헤미아에서 소녀 기르기 (1997)
- 라이드 (1994)
- 마리카의 좁은 문 (1991)